# アングラガルド
アングラガルド（Änglagård、アルファベット表記・Anglagard）は、スウェーデンのプログレッシブ・ロック・バンドであり、キング・クリムゾン、ジェネシス、ジェントル・ジャイアント、トレッティオアリガ・クリゲット、SFF (Schicke Führs Fröhling)、ヴァン・ダー・グラフ・ジェネレーターなどの影響を受けている。バンドは、1991年にTord Lindman（ギター、ボーカル）とJohan Högberg（ベース）によって結成され、1994年に解散した。2002年から2003年まで簡易的に再編され、2009年から活動を再開している。彼らは、ビンテージ・アナログなサウンドと、作曲やアレンジのためのモダン・クラシックなアプローチを組み合わせている。現在までに、彼らは3枚のスタジオ・アルバムと3枚のライブ・レコーディングをリリースし、プログレッシブ・ロック・コミュニティから高い評価を得ている。

## 略歴
デビュー・リリースとなったアルバム『ヒブリス - 傲慢』と、1994年に続いて登場したアルバム『エピローグ』は、どちらもプログレッシブ・ロック・ファンの投票で「年間最優秀アルバム」に選ばれた。2003年、バンドは（Nearfestを含む）いくつかの公演で新しい楽曲を演奏することにより（メンバーLindmanを待たずに）、簡易的に再編された。この間に、この時点では無題だったが、最終的にサード・アルバムで「Sorgmantel」と「Längtans klocka」になる曲をお披露目した。2009年、Mattias Olssonは、バンドがMySpaceのブログに新しい楽曲をレコーディングしていることを確認したが、新しい楽曲のリリース日は発表されなかった。そして、2012年7月、アングラガルドの3枚目のスタジオ・アルバム『天眼』がリリースされた。
2012年10月4日、バンドの公式ウェブサイトで、Tord Lindmanがバンドに復帰したことが発表された。また、新メンバーのErik Hammarström（ドラム、パーカッション）とLinus Kåse（キーボード、サクソフォン）を加えたラインナップとしてさらに変更があった。Hammarströmはザ・フラワー・キングスの元メンバーである。HammarströmとKåseは、スウェーデンのプログレッシブ・ロック・バンドのBrighteye Brisonのメンバーでもある。このラインナップでのデビュー・パフォーマンスは、2013年2月23日にストックホルムのBryggarsalenの会場にて行われた。バンドは翌月もツアーを続けた。日本の川崎CLUB CITTA'で開催されたザ・クリムゾン・プロジェクトの3夜連続公演にてオープニング・アクト（3月15日 - 17日）を行った。4月に、彼らはメキシコのバハ・プログ・フェスティバルと、ベルギーの「Prog-Résiste Convention」に出演した。アングラガルドは2013年7月14日、ドイツのローレライで開催された「Night of the Prog」では、元ザ・フラワー・キングスのメンバーであるJaime Salazarを一時的にドラムに迎えて演奏を行った。2013年現在、発表されているその他の日程は、ポーランドの「Ino-Rock」（8月31日）とスウェーデン/ラトビアの「Melloboat」（9月6日）である。

## メンバー

### 最新ラインナップ
- Johan Brand (born Högberg) – ベース (1991年–1994年、2002年–2003年、2009年–)
- Tord Lindman – ギター、ボーカル (1991年–1994年、2012年–)
- Anna Holmgren – フルート (1992年–1994年、2002年–2003年、2009年–)
- Jonas Engdegård – ギター (1991年–1994年、2002年–2003年、2009年–2012年、2014年–)
- Erik Hammarström – ドラム、パーカッション (2012年–)
- Linus Kåse – キーボード (2012年–)

### 旧メンバー
- Thomas Johnson – キーボード (1991年–1994年、2002年–2003年、2009年–2012年)
- Mattias Olsson – ドラム、パーカッション (1991年–1994年、2002年–2003年、2009年–2012年)

## ディスコグラフィ

### スタジオ・アルバム
- 『ヒブリス - 傲慢』 - Hybris (1992年) ※旧邦題『ザ・シンフォニック組曲』
- 『エピローグ』 - Epilog (1994年)
- 『天眼』 - Viljans Öga (2012年)

### ライブ・アルバム
- 『ライヴ1994 早すぎた埋葬』 - Buried Alive (1996年) ※旧邦題『ライヴ・プログフェスト'94』
- 『ライヴ・イン・ジャパン 2013』 - Prog på Svenska: Live in Japan (2014年)
- Änglagård Live: Made in Norway (2017年)